# キング・アーサー (2004年の映画)
『キング・アーサー』（英: King Arthur）は、2004年のアメリカ合衆国の歴史映画。アントワーン・フークア監督、ジェリー・ブラッカイマー製作。

## 概要
中世騎士伝説として著名な「アーサー王と円卓の騎士」の物語を近年の学説を取り入れて再構築した作品。アーサー王のモデルをローマ帝国時代に実在した将軍アルトリゥスとする歴史学上の仮説を基にしており、彼の子孫である主人公とその配下のサルマティア人（サルマート）傭兵たちがブリテン島の侵略を目論むサクソン人と戦い、やがて伝説として語られるに至った経緯を描いている。
また、この当時のローマ帝国は映画『ベン・ハー』で見られるような多神教の時代と異なり、すでにキリスト教を国教とした専制国家となっており、映画ではアルトリウスもまた伝道者ペラギウスを精神的な師として仰いでいる。
従って、従来のアーサー王伝説の映画化と異なり、舞台は中世ではなく古代末期、衰退しつつあるローマ帝国とブリテン島先住民のケルト系ブリトン人やピクト人、さらにブリテン島に新たな侵略者として登場したサクソン人の間の確執と戦いを描いている。またアルトリゥスとその部下である円卓の騎士たちも中世の騎士ではなく、ローマ帝国に徴用された騎馬遊牧民族サルマティア人の兵集団として描かれている。
敵役のサクソン王の設定は、イングランド王家の始祖とも言える、初代ウェセックス王セルディックである。

## ストーリー
15年にわたる兵役を終え、アーサーと円卓の騎士たち（ランスロット、ボース、ガラハッド、ガウェイン、トリスタン、ダゴネット）はようやく自由になる日を迎える。ところが、アーサーらはハドリアヌスの城壁の北で暮らしているローマ人貴族マリウスの息子アレクトを救出するよう命じられる。そこはウォード（ブリトン人の反乱軍）やサクソン軍という残虐な敵に囲まれた危険な地で、生きて帰れる保証などなかった。しかし、この命令に従わなければ退役ができないことから、アーサーらは仕方なく命令に従うことにする。
ウォードに襲われ危機に陥ったものの、ウォードを率いるマーリンによって見逃されたアーサーらは何とかマリウスの屋敷に辿り着く。そこでマリウスがキリスト教に改宗しない者たちを拷問にかけていたことを知ったアーサーらは、監禁されていた女性グウィネヴィアらを救出する。また、サクソン人の攻撃が迫っていたことから、アーサーらは目的のアレクトだけでなく、そこに暮らしていた人々をも引き連れて必死の逃走をはかることになる。そして、追いついたサクソン軍を氷結した湖におびき寄せ、湖の下に沈ませることに成功するが、決死の覚悟で氷を割ったダゴネットが命を落とす。
アレクトらを無事にハドリアヌスの城壁に送り届け、命令を全うしたアーサーらはようやく退役が認められ、自由の身となる。しかし、自分がローマに対して抱いていた理想が幻想に過ぎなかったことを知ったアーサーは思い悩む。そんなアーサーとグウィネヴィアは激しく愛し合う。アーサーは仲間を見送り、サクソン軍と戦うために城壁に残る。そこにサクソン軍が迫ると、マーリン率いるウォードがアーサーに合流、弓の達人であるグウィネヴィアも共に戦うことになる。また、一旦は自由な生活のために城壁を後にした円卓の騎士たちも、アーサーと共に戦うことを決める。
激しい戦闘の中、サクソン軍を率いるセルディックにトリスタンが殺され、ランスロットがセルディックの息子シンリックと相打ちで命を落とす。そして、アーサーとセルディックの一騎討ちとなり、激しい戦いの末にアーサーはセルディックを倒し、勝利を収める。
その後、アーサーはグウィネヴィアと結婚し、ブリトンの王となる。

## キャスト
※括弧内は日本語吹替
- アーサー - クライヴ・オーウェン（東地宏樹）
- グウィネヴィア - キーラ・ナイトレイ（弓場沙織）
- ランスロット - ヨアン・グリフィズ（畠中洋）
- ボース - レイ・ウィンストン（斎藤志郎）
- ガラハッド - ヒュー・ダンシー（竹若拓磨）
- ガウェイン - ジョエル・エドガートン（坂詰貴之）
- トリスタン - マッツ・ミケルセン（高川裕也）
- ダゴネット - レイ・スティーヴンソン（西凛太朗）
- 少年期のアーサー - シェーン・マレー＝コーコラン（内山昂輝）
- 少年期のランスロット - エリオット・ヘンダーソン＝ボイル（入野自由）
- セルディック - ステラン・スカルスガルド（勝部演之）
- シンリック - ティル・シュヴァイガー（神奈延年）
- マーリン - スティーヴン・ディレイン（野沢那智）

## 評価
レビュー・アグリゲーターのRotten Tomatoesでは190件のレビューで支持率は31%、平均点は4.90/10となった。Metacriticでは41件のレビューを基に加重平均値が46/100となった。